# Herz Glacier
Herz Glacier är en glaciär i Sydgeorgien och Sydsandwichöarna (Storbritannien). Den ligger i den nordvästra delen av Sydgeorgien och Sydsandwichöarna. Herz Glacier ligger 93 meter över havet.
Terrängen runt Herz Glacier är kuperad åt nordost, men åt sydväst är den bergig. Havet är nära Herz Glacier österut.  Trakten runt Herz Glacier är nära nog obefolkad, med mindre än två invånare per kvadratkilometer. Det finns inga samhällen i närheten. Trakten runt Herz Glacier är permanent täckt av is och snö.